# Rolshausen (Adelsgeschlecht)
Die Familie von Rolshausen ist ein hessisches Adelsgeschlecht, das seinen Namen auf den mittelhessischen Ort Rollshausen im Landkreis Marburg-Biedenkopf zurückführt.

## Geschichte

### Die Anfänge

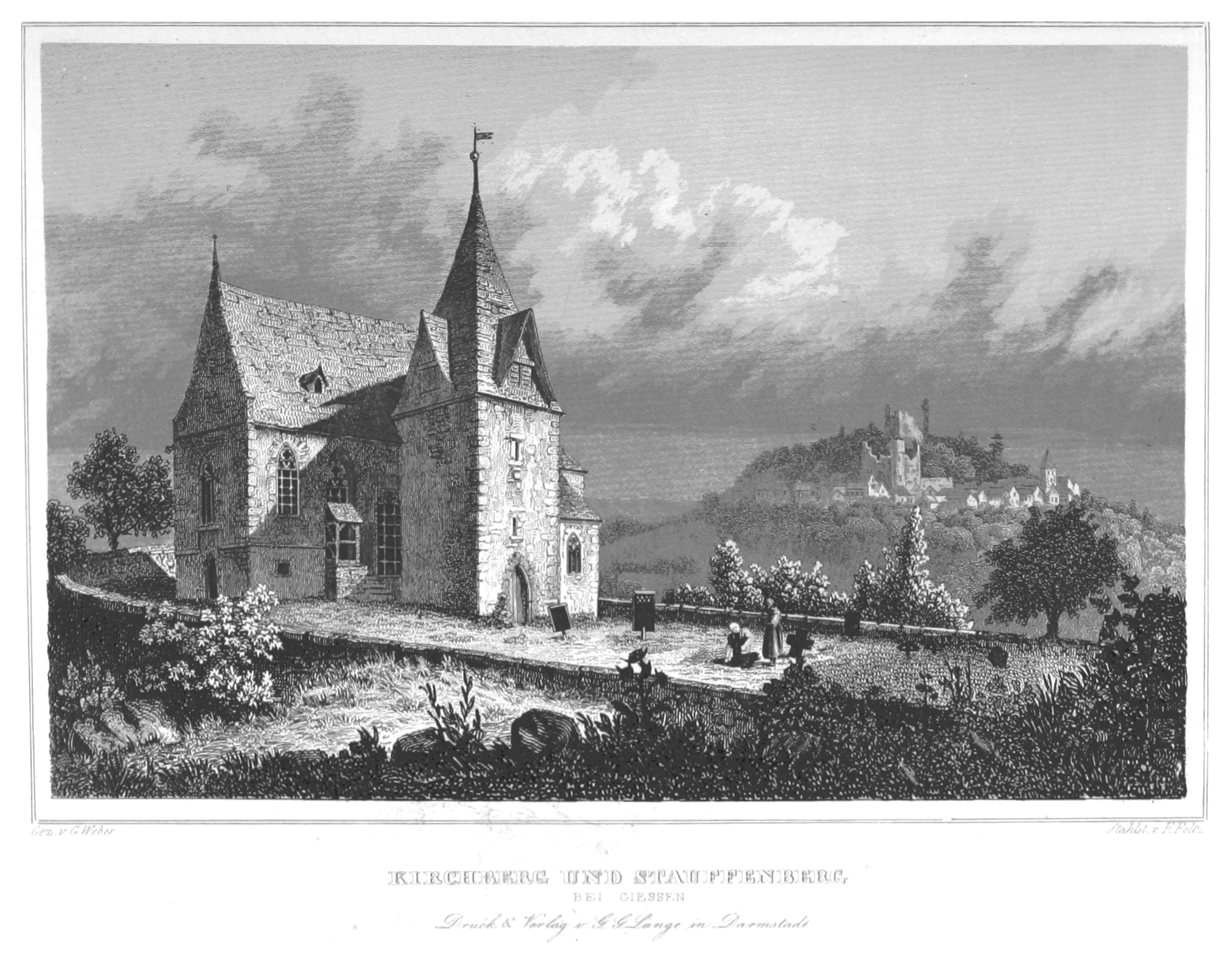
Kirchberg und Staufenberg

Das Geschlecht erscheint erstmals urkundlich mit Henrico de Rollishusin, miles als „Zinsberechtigter“ im Testament des Konrad von Merenberg. Mit einem weiteren Heinrich von Rolshausen, der ab der ersten Hälfte des 14. Jahrhunderts als Lehnsherr in Ebsdorf im gleichen Landkreis erwähnt wird, lässt sich die Familie lückenlos nachweisen. Ein bedeutender Zweig ließ sich im Raum Jülich nieder und wurde mit Georg von Rolshausen auf Türnich am 6. Februar 1827 in den Freiherrenstand erhoben sowie in die Rheinische Ritterschaft, einer Genossenschaft des rheinischen Adels, aufgenommen. Der als erster Lehnsherr für die Güter der Burg Ebsdorf genannte Heinrich von Rolshausen hatte unter anderem zwei Söhne: den Ritter Heiderich († um 1395) sowie den Amtmann und Ritter Heinrich, die urkundlich in den Jahren 1367 und 1371 dort ebenfalls als Lehnsherren genannt sind. Im Jahr 1391 verzichtete Heinrich auf seine Anteile am Lehen und übertrug diese seinem Bruder Heiderich. Darüber hinaus wurden die Brüder 1370 mit landgräflichen Lehen in der Gemarkung Friedelhausen in Odenhausen am linken Ufer der Lahn östlich von Salzböden und nordwestlich von Staufenberg belehnt, die bis 1670 in Familienbesitz blieb. Heinrichs Nachkommen spielten in der weiteren Geschichte der Familie keine nennenswerten Rollen mehr, wogegen Heiderichs vier Söhne Heinrich/Henne, Albert, Konrad/Kurt und Eberhard von Rolshausen  die Grundlage für den späteren Bekanntheitsgrad der Familie legten. Zwischen 1395 und 1409 sind sie als Landvögte in der Grafschaft Ziegenhain erwähnt und Heinrich/Henne von Rolshausen zwischen 1409 und 1430 als Amtmann in Herborn.
Von Alberts Sohn Ewart († um 1489) ist belegt, dass er erstmals am 8. April 1455 als nassauischer Rentmeister in St. Vith tätig war und am 28. März 1476 den Königshof Thommen im Ortsteil Weppeler erworben hatte. Nach dem frühen Tod von Ewarts Sohn Johann von Rolshausen († vor dem 17. August 1497) gingen die St. Vither Besitztümer und das Amt als Rentmeister auf Johanns Vetter Friedrich († 21. September 1517) aus der rheinischen Linie über.
Konrad/Kurt von Rolshausen behielt die Lehnsrechte für Ebsdorf, die nach ihm sein Sohn Friedrich erbte, danach verliert sich diese Linie in den Aufzeichnungen.
Eberhard von Rolshausen († um 1457) wurde am 19. März 1430 zusammen mit seinem Vetter Friedrich v. Rolshausen mit der Gemarkung Friedelhausen sowie am 22. Februar 1440 durch Graf Johann II. von Ziegenhain mit der Hälfte der Burg Staufenberg als Burgmannensitz sowie mit Parzellen der Stadt Staufenberg an der Lahn belehnt. Nach Eberhard teilte sich die Familie in eine weiterhin in Hessen verbliebene Linie und eine linksrheinische Linie.

### Hessische Linie

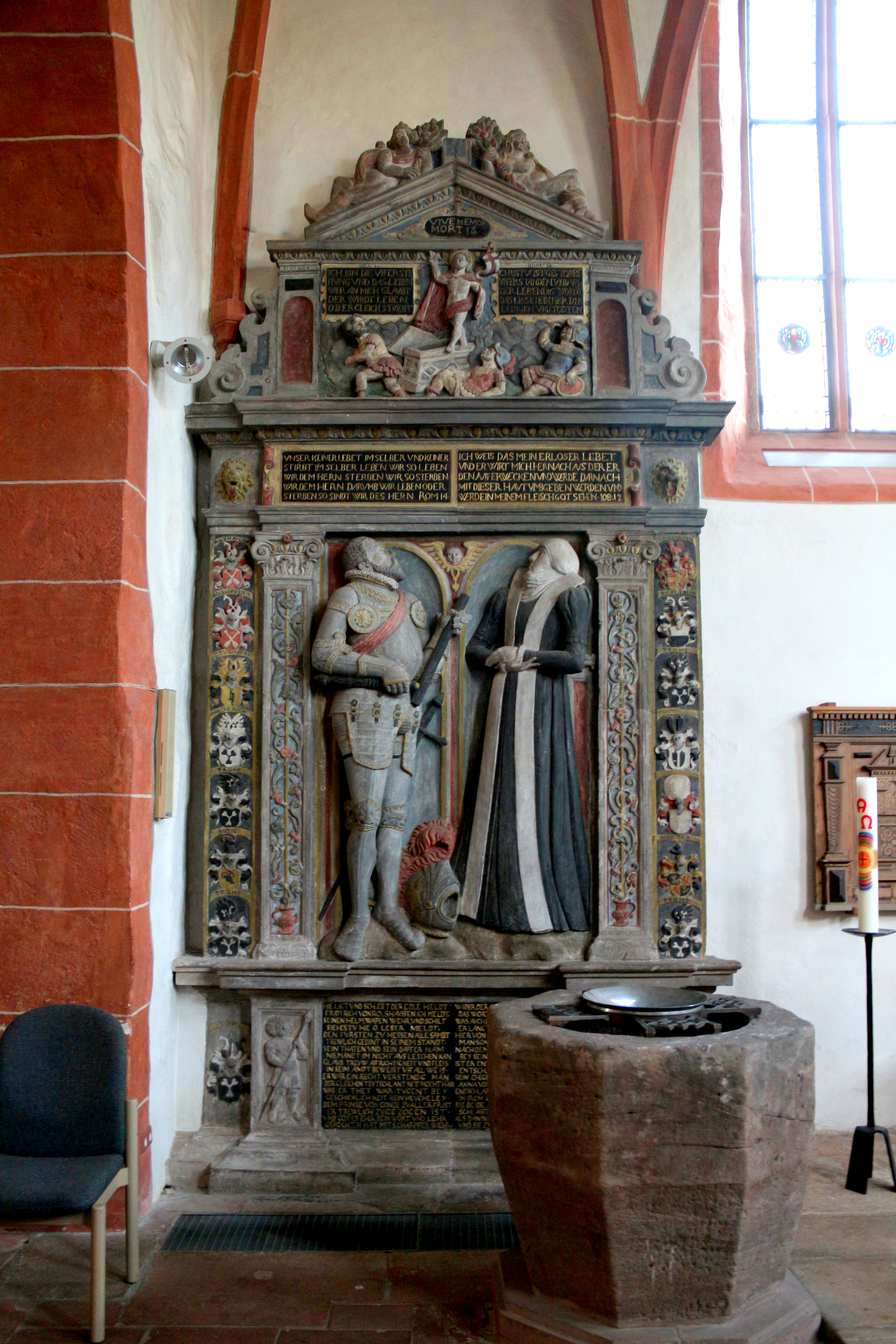
Epitaph Friedrich und Anna, Kirchberg
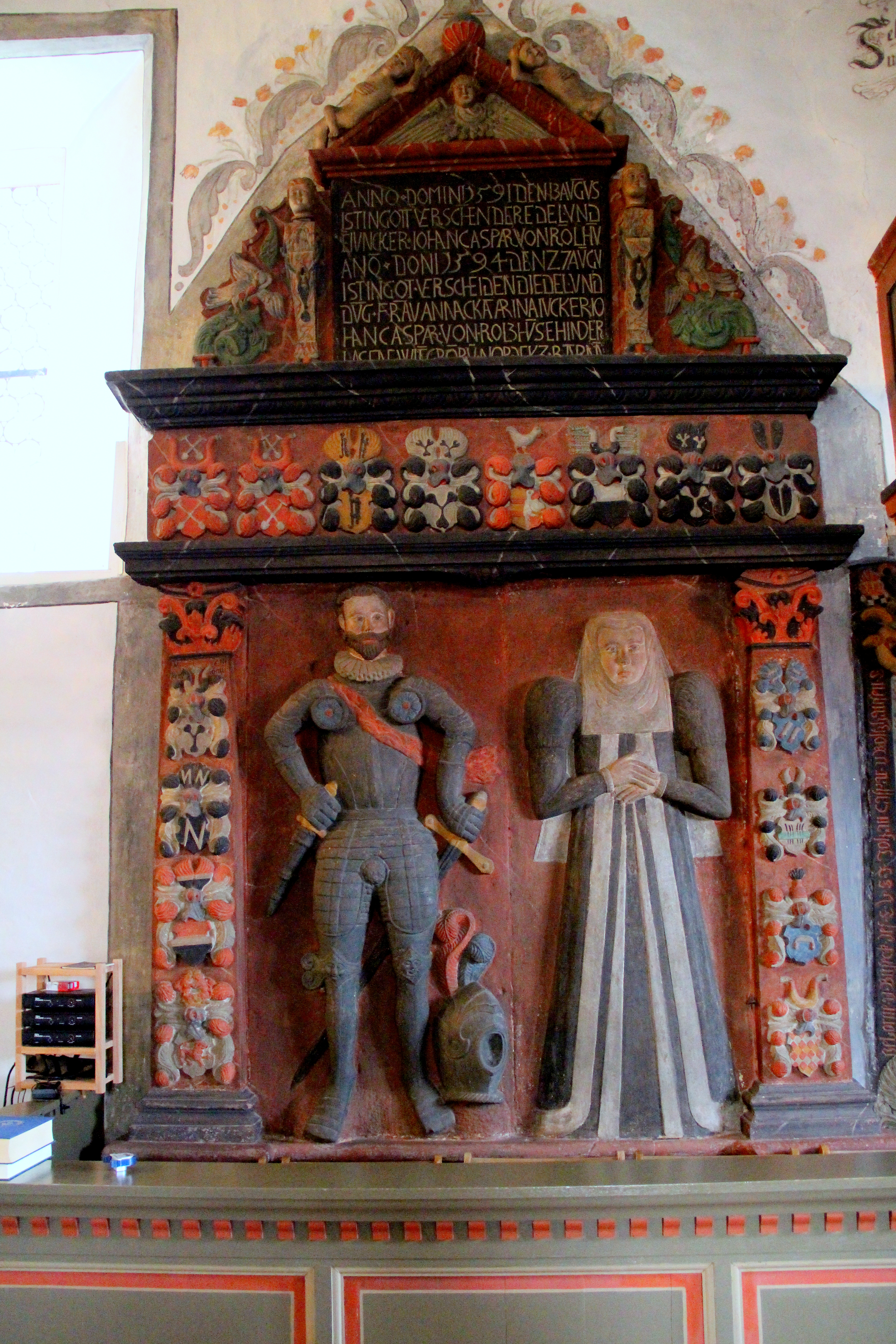
Epitaph Eheleute Johann Caspar und Anna Catharina, Salzböden
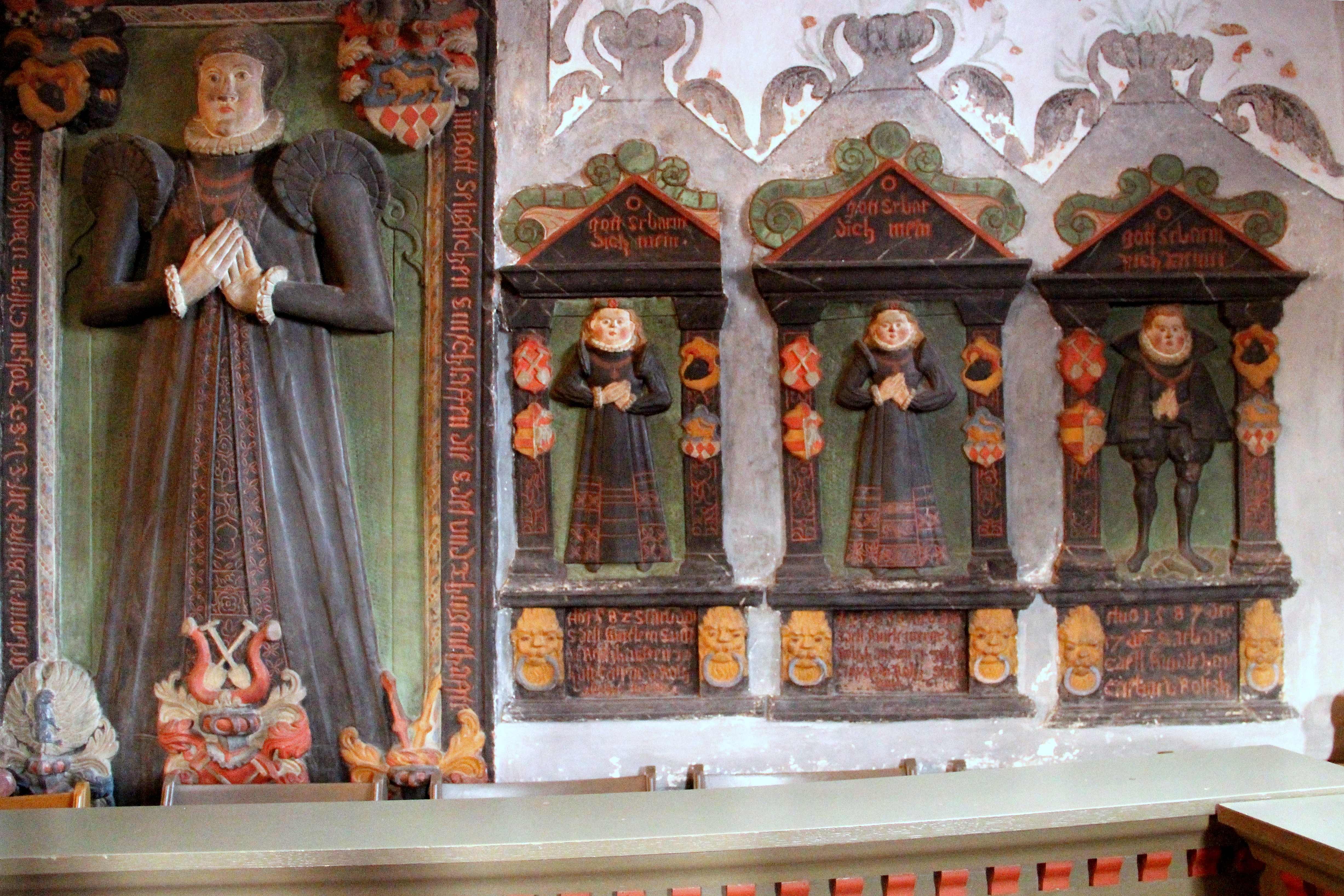
Epitaph Margarethe v. Buseck mit Kindern, Salzböden

Eberhards Sohn Dieter/Diethard, über den die hessische Linie der Familie von Rolshausen fortgeführt wurde, erhielt von Landgraf Ludwig I. am 8. September 1457 zusammen mit seinem Bruder Heinrich die Lehnsanteile in Friedelhausen und Staufenberg zugesprochen und war als hessischer Burggraf, Rat und Hofmeister tätig. Dessen Enkel Friedrich von Rolshausen zu Friedelhausen († 1584), diente als Hofmarschall zu Kassel und ließ 1564 in Friedelhausen das stattliche Herrenhaus neu erbauen, das bis heute als zweigeschossiger Steinbau mit seitlichem Treppenturm erhalten geblieben und unter Denkmalschutz gestellt worden ist. In Gedenken an ihn und seine Gattin Anna, geb. von Ehringshausen wurde in der Evangelische Kirche Kirchberg ein Epitaph an der nördlichen Innenwand des Chors aufgestellt. Im Jahr 1670 wurde Hof und Gut Friedelhausen durch den königlich-schwedischen Reiteroberst Otto von Rolshausen (* 1619) an die Familie Selle verkauft.
Friedrichs ältester Sohn Johann von Rolshausen († 1591) durchlief eine militärische Laufbahn und wurde hessen-kasselischer Oberst und Kommandant der Festung Kassel. An dessen Bruder Johann Caspar von Rolshausen († 13. August 1591), dessen erste Frau Margaretha, geborene von Buseck († 28. Juli 1587) sowie an seine zweite Gattin Anna Catharina, geborene von Nordeck zur Rabenau († 27. August 1594) und an die drei Kinder aus erster Ehe Hans Caspar († 17. Dezember 1587), Maria (Merge) von Rolshausen († 1585) und Anna (Enge) von Rolshausen († 1582) erinnern an der Nordwand hinter dem Patronatsstuhl der benachbarten evangelischen Kirche in Salzböden angebrachte im Stil der Renaissance reliefartig gestaltete Epitaphe mit polychromer Fassung und den jeweiligen Familienwappen.
Über Otto von Rolshausen († 1604), einem weiteren Sohn des Hofmarschalls, kam die Burg Mühlenbach, eine Ganerbenburg bei Koblenz-Arenberg, in den Besitz der Familie von Rolshausen, die seine Ehefrau Wilhelma von Helfenstein im Jahr 1579 geerbt hatte und die später deren gemeinsame Tochter Wilhelmina von Rolshausen in ihre Ehe mit Steffen von Wrede (* ca. 1570; † 1629) einbrachte.

### Rheinische Linie

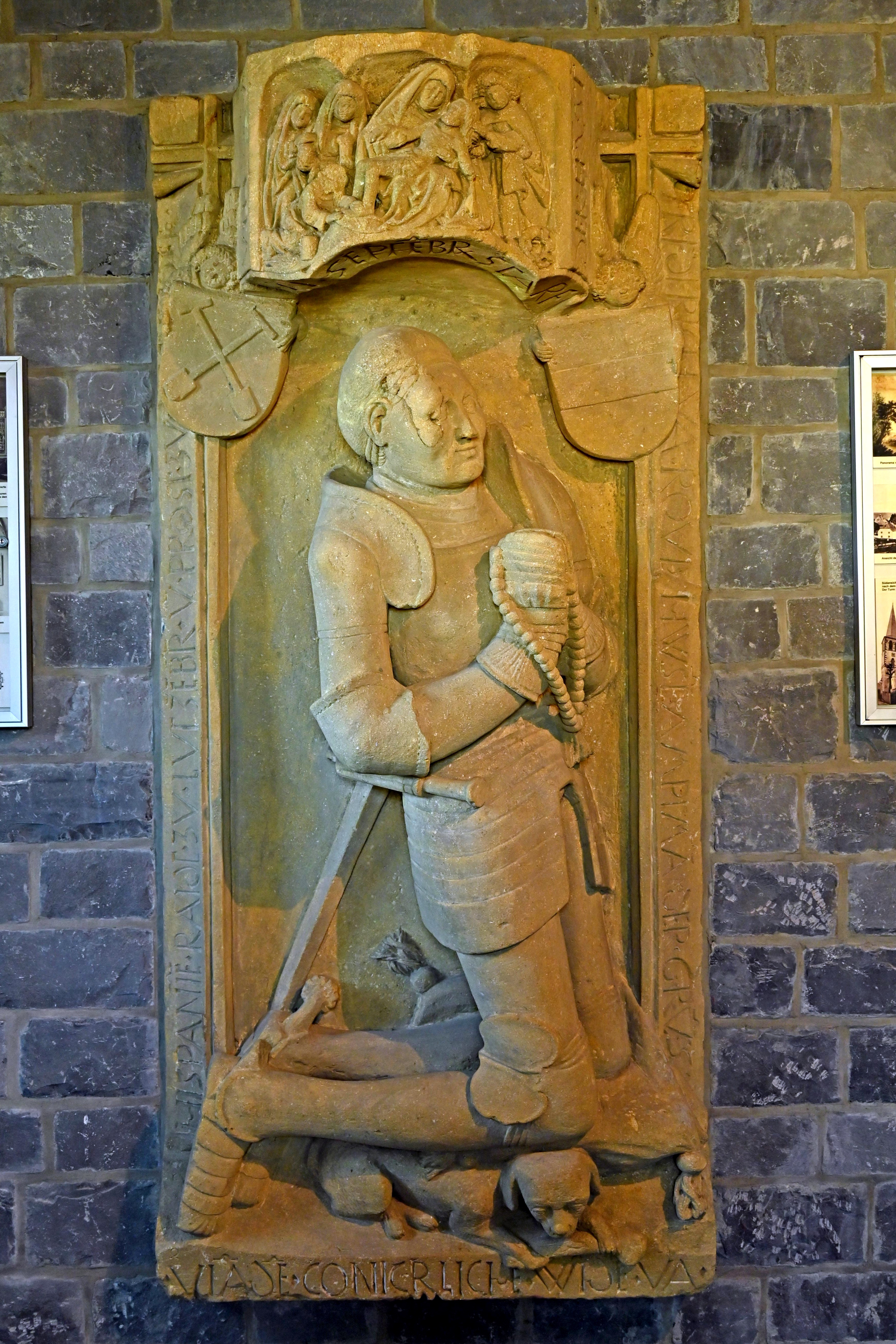
Epitaph Friedrich v. Rolshausen († 1517), St. Vitus, St. Vith
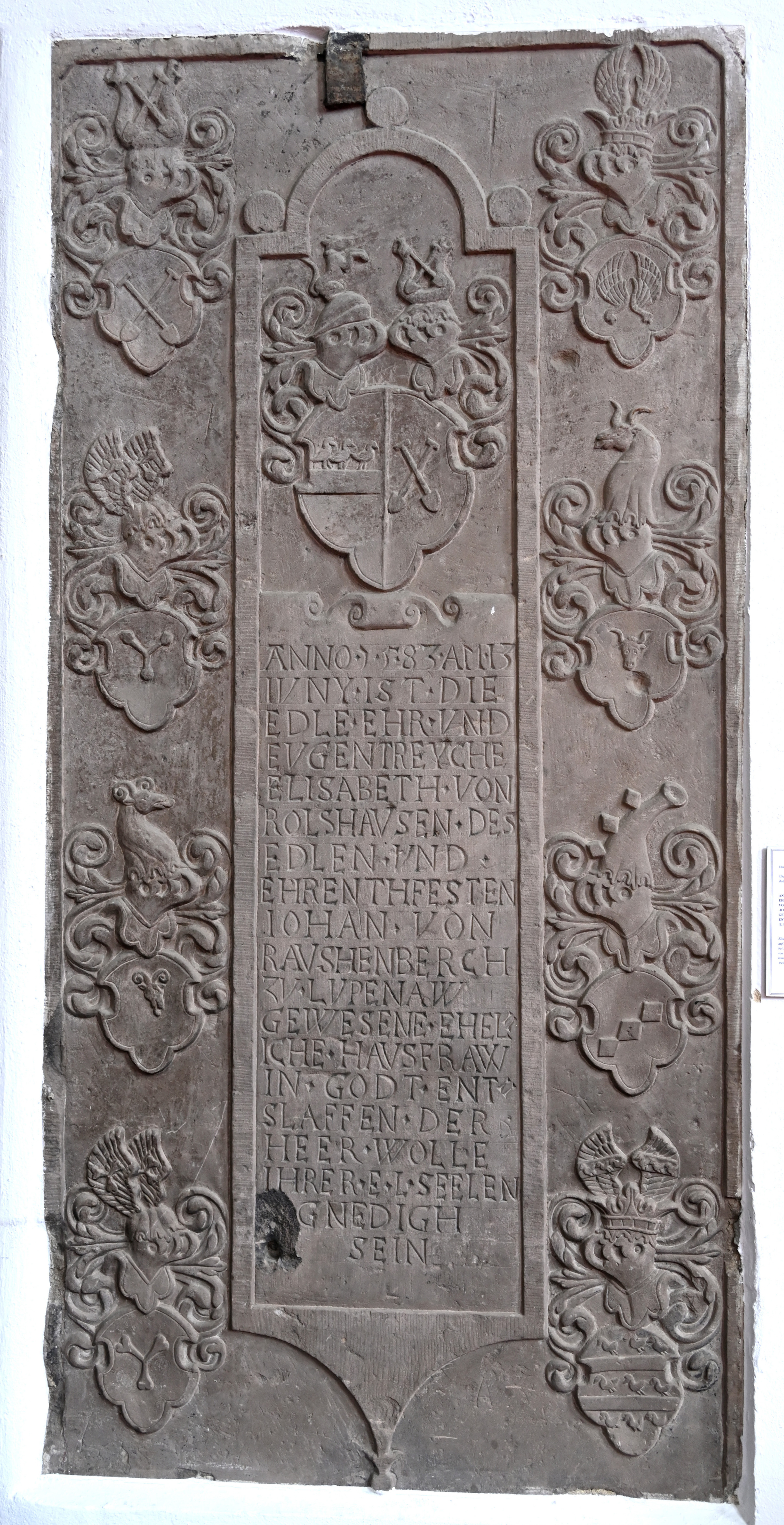
Gedenkstein Elisabeth v. Rolshausen, verh. v. Reuschenberg († 1583), St. Peter, Konzen

Eberhards zweiter Sohn Heinrich, dessen ererbte Lehnsanteile 1457 durch den amtierenden Landgrafen bestätigt wurden, blieb zwar noch in Hessen, wogegen dessen Sohn Friedrich († 21. September 1517) im Jahr 1497 in der Nachfolge seines früh verstorbenen Vetters Johann von Rolshausen, Sohn des Ewert und Enkel des Albert von Rolshausen, zum Amtmann in St. Vith ernannt wurde. Zwei Jahre später erfolgte seine Ernennung zum Schiedsmann für die Reichsabtei Echternach und 1501 zum Oberamtmann zu Vianden und Dasburg. Schließlich wurde er am 20. Dezember 1513 noch mit Burg und Herrschaft Bütgenbach sowie mit den Hof zu Trimport belehnt. Zwischenzeitlich hatte er das Stammhaus der Familie in Staufenberg grundlegend restaurieren und eine neue Unterburg im spätgotischen Stil erbauen lassen. Staufenberg blieb noch mehrere Generationen in Familienbesitz, wurde jedoch gegen Ende des Dreißigjährigen Kriegs schwer zerstört und die verbliebene Unterburg im Jahr 1670 von dem bereits oben genannten schwedischen Obristen Otto von Rolshausen (* 1619) endgültig verkauft.
Während von Friedrichs sechs Söhnen und fünf Töchtern Johann/Hans von Rolshausen († um 1564) als Amtmann zu Staufenberg am Stammsitz wohnen und tätig blieb und dessen Gattin Adelheid/Etling von Rau († 1575) ebenfalls mit einem Epitaph in der evangelischen Kirche in Kirchberg geehrt wurde, erbte Christoph der Ältere von Rolshausen († 12. Januar 1585) die Lehen in Bütgenbach und Trimport sowie einen Anteil an Staufenberg. Er amtierte rund 40 Jahre als Amtmann zu Monschau und erwarb zwischenzeitlich am 8. August 1540 unter anderem den zerstörten alten Königshof Hardthof im Ort Konzen bei Monschau, den er wieder instantsetzte und der bis 1811 in  Familienbesitz blieb. Christoph der Ältere von Rolshausen fand zusammen mit seiner Gattin Agnes, geb. Wischel († 10. Juni 1585) ihre letzte Ruhestätte wenige Kilometer außerhalb Monschaus auf dem Klosterfriedhof von Kloster Reichenstein.

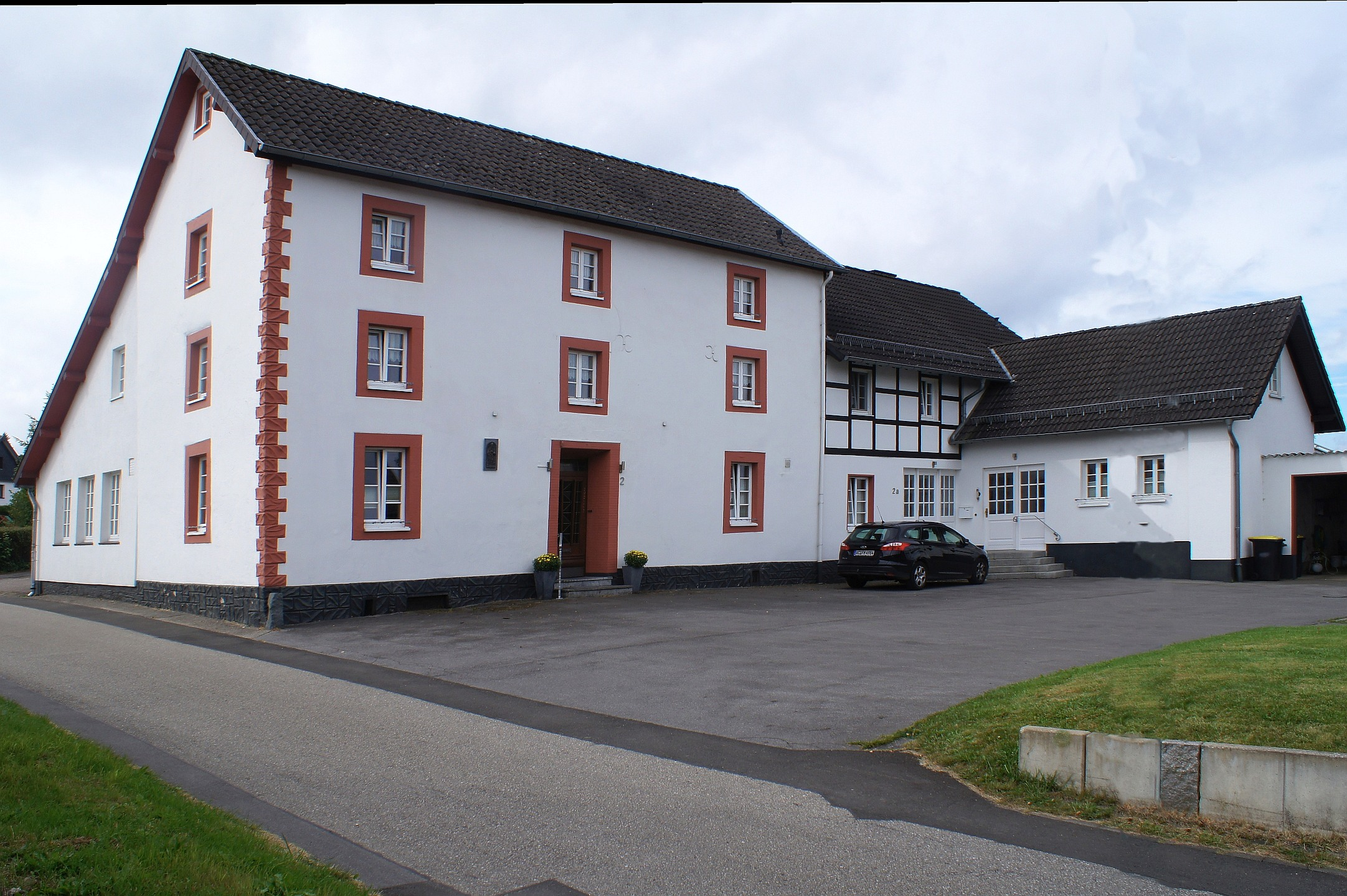
Hardthof Konzen (2016)
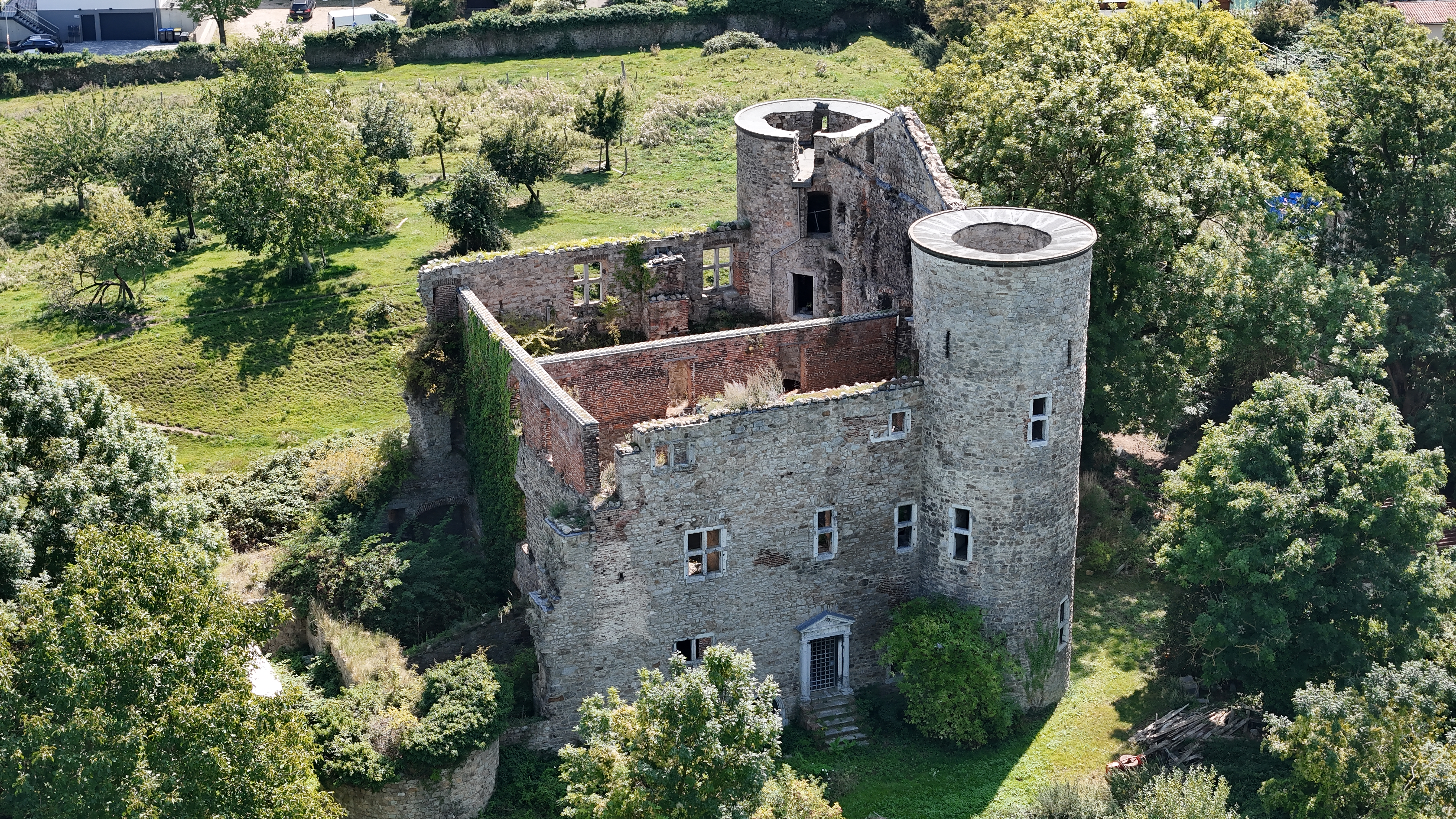
Nothberger Burg (2006)

Sein gleichnamiger Sohn Christoph der Jüngere von Rolshausen († 20. Januar 1616) folgte seinem Vater ebenfalls als Amtmann zu Monschau nach und erbte dessen Güter. Darüber hinaus erhielt er noch von seinem 1584 kinderlos verstorbenen Vetter Christoph, Sohn des Johann/Hans von Rolshausen auf Staufenberg, dessen Anteile an den Staufenberger Lehen. In zweiter Ehe war der Monschauer Amtmann Christoph von Rolshausen seit 1589 mit Katharina von Palant zu Wachendorf und Türnich (* 1546; † 6. Oktober 1624) verheiratet, die die halben Anteile von Schloss Türnich im Stadtteil Türnich der Stadt Kerpen im Rhein-Erft-Kreis in die Ehe brachte. In Monschau ließ er 1597 für seine Familie das repräsentative Gebäude Haus Rolshausen erbauen, das später seine uneheliche Tochter Anna erbte und als Mitgift in ihre Ehe mit dem Monschauer Forstmeister Adamus Hattardus von der Hardt († 13. Januar 1636) überführte. Im Jahr 1609 war Christoph der Jüngere von Rolshausen gezwungen, sich zusammen mit seiner Frau und den beiden gemeinsamen Söhnen Otto Reinhard (* 1593; † 3. August 1636) und Marsilius von Rolshausen (* 1596; † August 1668) auf Schloss Türnich zurückzuziehen, nachdem im Verlauf der kriegerischen Auseinandersetzungen im Rahmen des Jülich-Klevischen Erbfolgestreits die Stadt eingenommen worden war. Nach Christophs Tod fielen die Besitzanteile unter anderem von Türnich, Staufenberg und der noch von seinem Vater erworbenen Nothberger Burg, einer historischen Donjonburg im Eschweiler Stadtteil Nothberg, an Sohn Otto Reinhard und die Güter in Bütgenbach und Trimport an Marsilius von Rolshausen, dessen Besitztümer bis etwa zur Franzosenzeit in der Familie blieben, wobei Trimport an die Familie von Ahr.
Die Nachkommen dieses Familienzweiges blieben auf Schloss Türnich als ihrem neuen Hauptsitz und erhielten zudem im Jahr 1707 den gesamten Anteil an Haus und Grund. Der Ur-Ur-Enkel von Christoph dem Jüngeren, der Freiherr Carl Ludwig Anton von Rolshausen (* 18. April 1724, † 13. Januar 1790), ließ dort die alte, wohl baufällige Wasserburg in der Zeit von 1757 bis 1766 durch ein spätbarockes Schloss im Stil französischer Lustschlösser ersetzen. Darüber hinaus ließ er 1782 noch den heutigen Südflügel der Vorburg erbauen und neben dem damaligen Torbogen ein Torwächterhaus errichten. Dessen Enkel Georg von Rolshausen erhielt am 6. Februar 1827 eine preußische Adelsanerkennung im Freiherrenstand und lebte als letzter Rittergutsbesitzer auf Schloss Türnich. Er ließ noch die Freitreppe des Schlosses durch die heutige zweiläufige Treppe ersetzen, bevor er die Anlage im Jahr 1850 an die Familie von und zu Hoensbroech verkaufte. Bereits zuvor hatte er 1846 die Nothberger Burg verkauft.

## Wappen

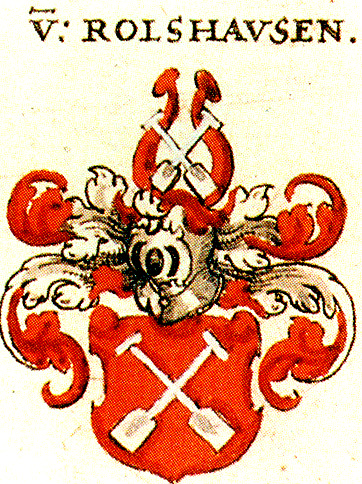
Wappen von Rolshausen

Das Wappen derer von Rolshausen zeigt zwei in Form eines Andreaskreuzes abwärts geschrägte silberne Spaten auf rotem Grund. Auf dem Helm mit rot-silbern Helmdecken als Helmzier zwei übereck rot-silbern geteilte Büffelhörner.
Das Ortswappen von Rollshausen entspricht diesem Wappen. Die Belgische Gemeinde Bütgenbach, wo Angehörige der rheinischen Linie Lehnsherren waren, hat das Familienwappen seit 1984 in ihrem Gemeindewappen integriert.

## Stammliste (Auswahl)
1. Heinrich, Burgmann Burg Ebsdorf

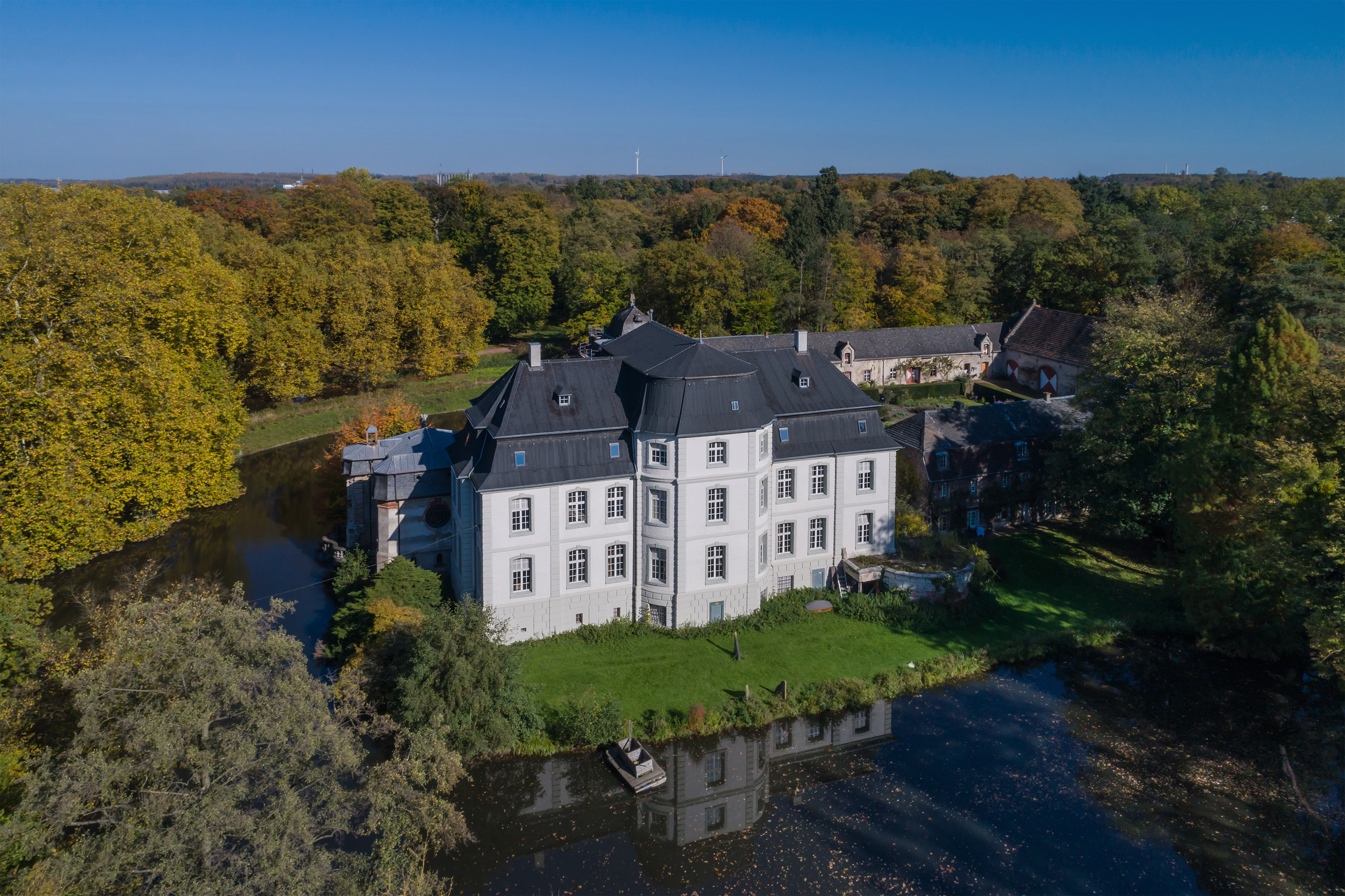
Schloss Türnich, Stammsitz von 1589 bis 1868

  1. Heinrich/Henne, Ritter, Burgmann; Burg Ebsdorf, Friedelhausen, Burg Staufenberg ⚭ Sophie von Haiger
    1. Heinrich/Henne

  2. Heiderich († um 1395), Ritter, Amtmann, Burgmann; Burg Ebsdorf, Friedelhausen, Staufenberg ⚭ Eva von Padberg
    1. Heinrich/Henne, Landvogt, Amtmann Herborn
    2. Konrad/Kurt,Landvogt, Burgmann Burg Ebsdorf
    3. Albrecht, Landvogt
      1. Ewert († um 1489), Rentmeister St. Vith, Königshof Thommen ⚭ Sibylle von Landscheid
        1. Johann († vor dem 17. August 1497), Amtmann in St. Vith, Königshof Thommen

    4. Eberhard († 1457), Landvogt, Burgmann; Friedelshausen, Staufenberg ⚭ Else von Merenberg (* um 1405)
      1. Dieter/Diethard, Burggraf, Rat und Hofmeister, Friedelshausen, Staufenberg ⚭ Mechtild von Storndorf – Hessische Linie
        1. Konrad; Burgmann, Friedelshausen, Staufenberg ⚭ Katharine von Rau
          1. Friedrich († 1584), Hofmarschall, Friedelshausen, Staufenberg ⚭ Anna von Ehringshausen
            1. Johann († um 1564), hessen-kasselischer Oberst und Kommandant der Festung Kassel ⚭ Adelheid/Etling von Rau zu Nordeck († 27. Oktober 1575)
            2. Johann Caspar († 13. August 1591), Friedelshausen ⚭ 1.: Margaretha von Buseck († 28. Juli 1587); 2.: Anna Catharina von Nordeck zur Rabenau († 27. August 1594)
              1. Hans Caspar († 17. Dezember 1587), Friedelshausen
              2. Maria (Merge) von Rolshausen († 1585), Friedelshausen
              3. Anna (Enge) von Rolshausen († 1582), Friedelshausen

            3. Otto († 1604), Burg Mühlenbach ⚭ Wilhelma von Helfenstein
              1. Wilhelmina, Erbin Burg Mühlenbach ⚭ Steffen von Wrede (* ca. 1570; † 1629)

      2. Heinrich († um 1494), Burgmann; Friedelhausen, Staufenberg ⚭ Anna von Schutzbar (* um 1435) – Rheinische Linie
        1. Friedrich († 21. September 1517), Amtmann St. Vith, Oberamtmann Vianden, Burgherr Bütgenbach, Trimport, Staufenberg ⚭ Anna Rau von Holzhausen († 18. Februar 1520)
          1. Johann/Hans († um 1564), Burgmann Staufenberg ⚭ Adelheid/Etling von Rau von Holzhausen († 1575)
            1. Christoph († 2. Februar 1584)

          2. Christoph der Ältere († 12. Januar 1585), Amtmann Monschau, Bütgenbach, Trimport, Hardthof Konzen, Nothberger Burg, Staufenberg ⚭ Agnes von Wischel († 10. Juni 1585)
            1. Christoph der Jüngere († 20. Januar 1616), Amtmann Monschau,  Bütgenbach, Trimport, Hardthof Konzen, Nothberger Burg, Staufenberg ⚭ 1.: Margarethe Print v. Horcheim († 9. Februar 1588); 2.: Katharina von Pallandt (* 1546; † 6. Oktober 1624), Teilerbin Schloss Türnich
              1. Otto Reinhard (* 1593; † 3. August 1636), Türnich, Nothberger Burg, Staufenberg, ⚭ Katharina von Esch
                1. Ignaz († 3. Dezember 1690), Nothberger Burg, Türnich ⚭ Maria Franziska von Hochsteden
                  1. Christoph Adolf Franz (), Nothberger Burg, Türnich ⚭ Franziska Eleonore von Harff († 7. Juni 1759), Türnich
                    1. Carl Ludwig Anton (* 18. April 1724; † 13. Januar 1790), Nothberger Burg, Türnich ⚭ Maria Sibylla Waldbott von Bassenheim (1733–1780)
                      1. Maximilian Felix (* 27. Februar 1764; † 27. September 1817), Nothberger Burg, Türnich ⚭ Maria Anna Margarethe von und zu Franckenstein (1772–1835)
                        1. Georg von Rolshausen (1795–1868), Politiker, Türnich ⚭ Franziska von und zu Franckenstein (1800–1872) 
                          1. Wilhelm von Rolshausen (* 11 Oktober 1840; 22. April 1912) ⚭ Camilla von Villiers (1846–1905)
                            1. Wilhelm Anton von Rolshausen (* 30. September 1875; 29. September 1969), Oberhofmeister des Fürsten von Thurn und Taxis, Schriftsteller ⚭ Irma Freiin von Gise (1876–1935)
                            2. Max Ludwig (* 28. Oktober 1871; † 6. August 1914) ⚭ Elisabeth Freiin von Gebsattel (1887–1968) Aus ihrer ersten Ehe mit Freiherrn Karl von Aretin (1884–1945) stammte die Moderatorin Annette von Aretin (1920–2006).
                              1. Camilla (1913–1996), Journalistin, Fachreferentin der Katholischen Akademie Stuttgart ⚭ Peter Härlin (1908–1960), Journalist

              2. Marsilius (* 1596; † August 1668), Bütgenbach, Trimport ⚭ Margarethe Spiess von Büllesheim († 22. März 1673)

genealogisch nicht korrekt einzuordnen
- Otto von Rolshausen (* 1619), königlich-schwedischer Reiteroberst, möglicherweise Kommandeur des nach „Rohlshausen“ benannten Niedersächsischen Kreis-Infanterieregiment von 1674/2 – Rolshausen *1674 – 1675†, wird im Gießener Familienblatt Nr. 108 von 1914 als Urenkel des Hofmarschalls Friedrich von Rolshausen († 1584) genannt.[13] Er war der Veräußerer von Gut Friedelhausen und von Staufenberg im Jahr 1670.